# Distrito de Santiago de Tucuma
El Distrito de Santiago de Tucuma es uno de los ventiun distritos de la Provincia de Tayacaja, ubicada en el Departamento de Huancavelica, perteneciente a la Región Huancavelica, Perú.
Su capital el pueblo de Santiago de Tucuma a 3282 m s. n. m. con 698 habitantes y 259 viviendas.

## Historia
El distrito fue creado mediante la ley Nº 30445 el 29 de mayo de 2016, en el gobierno de Ollanta Humala.
Durante los primeros años, la municipalidad provincial de Tayacaja era la encargada de la administración de recursos y servicios públicos del distrito de Santiago de Tucuma, en tanto se elijan e instalen nuevas autoridades.
El 10 de diciembre de 2017 se realizaron las primeras elecciones municipales distritales, siendo elegido Jorge Juan Castro Ospina.

## Autoridades

### Municipales
- 2019 - 2022[2]
  - Alcalde: Antonio Chahuaya Ataucusi, del Movimiento Independiente Trabajando para Todos.
  - Regidores:

  1. Elizabeth Fernández Pihue (Movimiento Independiente Trabajando para Todos)
  2. Fredy Capcha Flores (Movimiento Independiente Trabajando para Todos)
  3. Lieno Ospina Ramírez (Movimiento Independiente Trabajando para Todos)
  4. Hilario Almonacid Castro (Movimiento Independiente Trabajando para Todos)
  5. Jorge Vicente Almonacid (Movimiento Regional Agua)

Alcaldes anteriores
- 2018:[3] Jorge Juan Castro Ospina, de Alianza para el Progreso.

## Límites
|                                                      | Norte: Distrito de Huaribamba                  |                                    |
| Oeste: Distrito de Ahuaycha y Distrito de Huaribamba |                                                | Este: Distrito de Daniel Hernández |
|                                                      | Sur: Distrito de Pampas y Distrito de Ahuaycha |                                    |